# Wunderberg (Weinviertel)
Der Wunderberg ist ein 326 m ü. A. hoher Berg im Bezirk Korneuburg im niederösterreichischen Weinviertel.

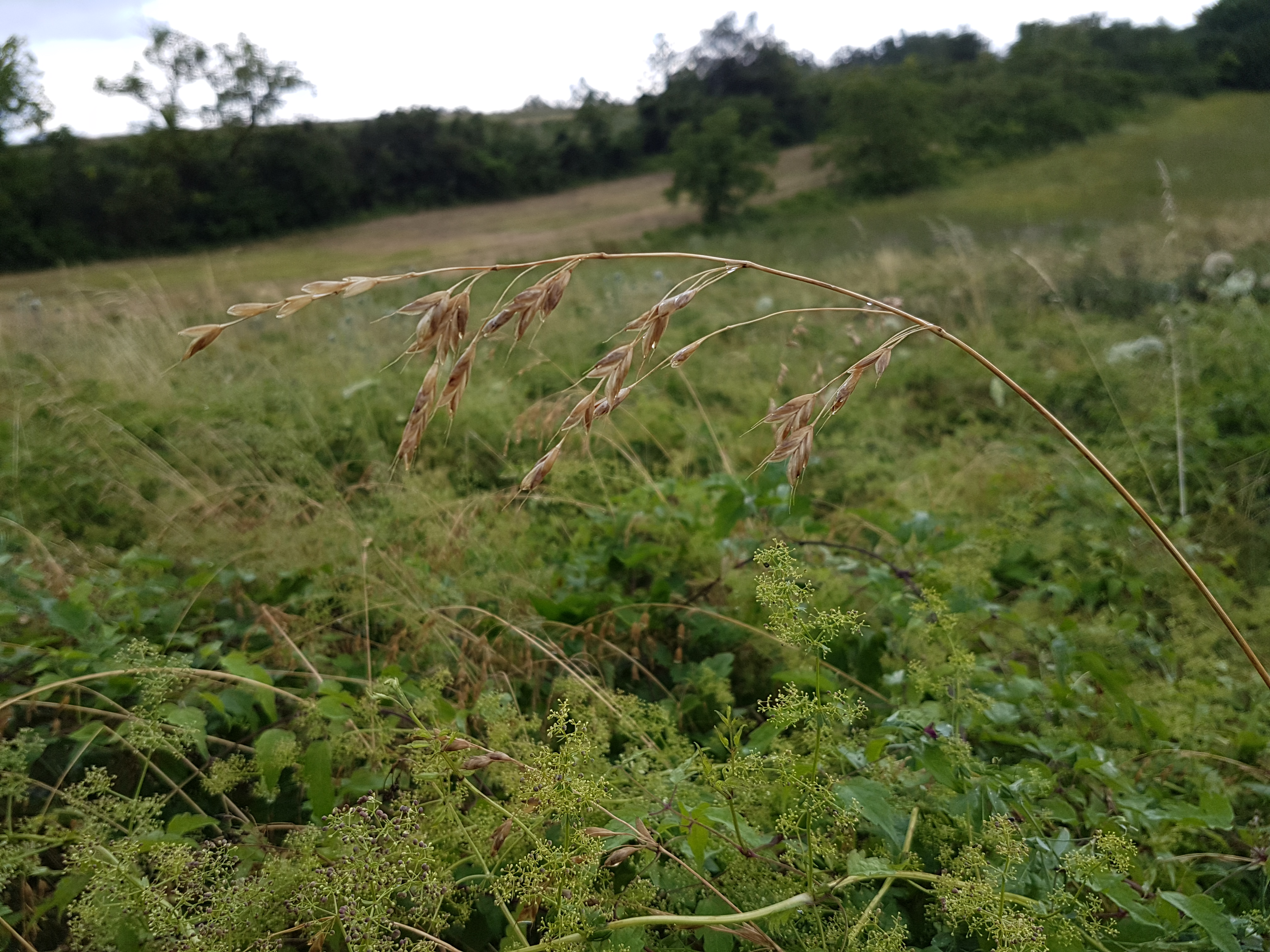
Bromus secalinus auf der Anhöhe

Der Berg ist ein südlicher Ausläufer des Ernstbrunner Waldes und befindet sich nordwestlich über Nursch. Seine flache Kuppe ist baumfrei, wodurch sich an klaren Tagen der Blick auf die Alpen eröffnet. Interessant ist der Wunderberg aber auch, weil sich dort eine eiszeitliche Pflanzengesellschaft mit Pflanzen wie Aethusa cynapium, Allium rotundum, Bromus secalinus, Kickxia spuria, Odontites vernus, Phelipanche purpurea oder Thymelaea passerina erhalten hat.
Nördlich des Berges befindet sich an der Einmündung der Landesstraße L1094 in die L1076 das Mareinerkreuz, ein beinahe vier Meter hohes, hölzernes Kreuz der Familien Mareiner und Weinhappl, das um 1860 errichtet wurde.